# Гавриш Володимир Костянтинович
Володи́мир Костянти́нович Га́вриш (* 22 квітня 1925 Погребище, Вінницька область — † 14 червня 2004) — український геолог, 1970 — доктор геолого-мінералогічних наук, 1981 — професор, 1982 — член-кореспондент АН УРСР.

## Життєпис
Народився 22 квітня 1925 року в Погребищі Вінницької області.
1946 року закінчив Київський геологорозвідувальний технікум.
1953 року закінчив Всесоюзний заочний політехнічний інститут.
В 1946–1962 роках працював у геологорозвідувальних організаціях УРСР.
З 1962 року працює науковим співробітником Інституту геологічних наук АН УРСР, 1973 — завідувач відділу.
1961 року захистив кандидатську, докторську дисертацію: «Глибинні розломи і геотектонічний розвиток Доно-Дніпровського розлому».
Один із перших відкривачів Західно-Хрестищенського газового родовища.
1989 — лауреат премії імені Вернадського.
1991 — лауреат Державної премії в галузі науки і техніки — «за серію монографій та атлас „Геологія і нафтогазоносність Дніпровсько-Донецької западини“ як наукова основа прогнозу та пошуків родовищ нафти і газу», співавтори — Айзенберг Давид Єфремович, Арсірій Брій Олександрович, Іванюта Мирослав Максимович, Кабишев Борис Петрович, Лукін Олександр Юхимович, Шпак Петро Федорович, Ципко Олександр Костянтинович.
1992 — академік Української нафтогазової академії.
Його праці — більше 370 — стосуються геологічної будови нафтогазоносних районів України, розробляв новий метод палеоструктурно-геологічного аналізу задля прогнозування та знаходження нафтогазоносних структур.
Нагороджений почесною грамотою Президії ВР УРСР.